# World Championship Victory Race 1971
World Championship Victory Race 1971 je bila osma in zadnja neprvenstvena dirka Formule 1 v sezoni 1971. Odvijala se je 24. oktobra 1971 na angleškem dirkališču Brands Hatch. Načrtovanih je bilo štirideset krogov, toda po smrtni nesreči švicarskega dirkača Joa Sifferta, ki je štartal z najboljšega štartnega položaja, v petnajstem krogu je bila dirka prekinjena. Za končno razvrstitev so šteli rezultati ob koncu štirinajstega kroga, zmagal je Peter Gethin z dirkalnikom BRM P160, drugo mesto je osvojil Emerson Fittipaldi z Lotusom, tretje mesto pa na svoji zadnji dirki Siffert. Ob dirkačih Formule 1 so na dirki sodelovali tudi dirkači Formule 5000, med katerimi je bil najhitrejši Alan Rollinson.

## Rezultati
Opomba: Dirkalniki Formule 5000 so roza obarvani.

## Kvalifikacije
| Poz | Št | Dirkač             | Konstruktor       | Čas    | Zaostanek |
| --- | -- | ------------------ | ----------------- | ------ | --------- |
| 1   | 5  | Jo Siffert         | BRM               | 1:22,8 | —         |
| 2   | 6  | Peter Gethin       | BRM               | 1:22,8 | +0,0      |
| 3   | 8  | Emerson Fittipaldi | Lotus-Cosworth    | 1:23,6 | +0,8      |
| 4   | 4  | Ronnie Peterson    | March-Cosworth    | 1:23,6 | +0,8      |
| 5   | 17 | Mike Hailwood      | Surtees-Cosworth  | 1:23,8 | +1,0      |
| 6   | 1  | Jackie Stewart     | Tyrrell-Cosworth  | 1:23,8 | +1,0      |
| 7   | 12 | Tim Schenken       | Brabham-Cosworth  | 1:23,8 | +1,0      |
| 8   | 7  | Howden Ganley      | BRM               | 1:24,2 | +1,4      |
| 9   | 10 | Jackie Oliver      | McLaren-Cosworth  | 1:24,6 | +1,8      |
| 10  | 16 | John Surtees       | Surtees-Cosworth  | 1:24,6 | +1,8      |
| 11  | 14 | Carlos Reutemann   | Brabham-Cosworth  | 1:24,6 | +1,8      |
| 12  | 11 | Graham Hill        | Brabham-Cosworth  | 1:24,8 | +2,0      |
| 13  | 2  | François Cevert    | Tyrrell-Cosworth  | 1:25,0 | +2,2      |
| 14  | 23 | Frank Gardner      | Lola-Chevrolet    | 1:25,8 | +3,0      |
| 15  | 15 | Henri Pescarolo    | March-Cosworth    | 1:26,2 | +3,4      |
| 16  | 77 | Mike Walker        | Lola-Chevrolet    | 1:27,0 | +4,2      |
| 17  | 26 | Alan Rollinson     | Surtees-Chevrolet | 1:27,0 | +4,2      |
| 18  | 21 | Reine Wisell       | McLaren-Chevrolet | 1:27,0 | +4,2      |
| 19  | 25 | Keith Holland      | McLaren-Chevrolet | 1:27,6 | +4,8      |
| 20  | 44 | Gordon Spice       | McLaren-Chevrolet | 1:28,2 | +5,4      |
| 21  | 28 | Ray Allen          | McLaren-Chevrolet | 1:28,4 | +5,6      |
| 22  | 33 | Teddy Pilette      | McLaren-Chevrolet | 1:28,4 | +5,6      |
| 23  | 41 | Trevor Taylor      | Leda-Chevrolet    | 1:29,2 | +6,4      |
| 24  | 40 | Ian Ashley         | Lola-Chevrolet    | 1:29,6 | +6,8      |
| 25  | 27 | David Prophet      | McLaren-Chevrolet | 1:29,6 | +6,8      |
| 26  | 24 | Guy Edwards        | McLaren-Chevrolet | 1:31,0 | +8,2      |
| 27  | 66 | Fred Saunders      | Crosslé-Rover     | 1:32,2 | +9,4      |

## Dirka
| Poz | Dirkač             | Moštvo                     | Konstruktor       | Čas/Odstop                | Št. m. |
| --- | ------------------ | -------------------------- | ----------------- | ------------------------- | ------ |
| 1   | Peter Gethin       | Yardley-BRM                | BRM               | 19:54.4                   | 2      |
| 2   | Emerson Fittipaldi | Gold Leaf Team Lotus       | Lotus-Cosworth    | + 0.2 s                   | 3      |
| 3   | Jackie Stewart     | Elf Team Tyrrell           | Tyrrell-Cosworth  | + 5.4 s                   | 6      |
| 4   | Jo Siffert         | Yardley-BRM                | BRM               | + 12.8 s (smrtna nesreča) | 1      |
| 5   | Tim Schenken       | Motor Racing Developments  | Brabham-Cosworth  | + 15.6 s                  | 7      |
| 6   | John Surtees       | Surtees                    | Surtees-Cosworth  | + 16.0 s                  | 10     |
| 7   | Francois Cevert    | Elf Team Tyrrell           | Tyrrell-Cosworth  | + 24.8 s                  | 13     |
| 8   | Graham Hill        | Motor Racing Developments  | Brabham-Cosworth  | + 31.6 s                  | 12     |
| 9   | Carlos Reutemann   | Motor Racing Developments  | Brabham-Cosworth  | + 33.4 s                  | 11     |
| 10  | Alan Rollinson     | Alan Rollinson             | Surtees-Chevrolet | + 56.4 s                  | 17     |
| 11  | Frank Gardner      | Motor Racing Research      | Lola-Chevrolet    | + 56.6 s                  | 14     |
| 12  | Mike Walker        | Doug Hardwick              | Lola-Chevrolet    | + 58.0 s                  | 16     |
| 13  | Gordon Spice       | Gordon Spice               | McLaren-Chevrolet | + 1:10.2 s                | 20     |
| 14  | Teddy Pilette      | Racing Team VDS            | McLaren-Chevrolet | + 1:11.4 s                | 22     |
| 15  | Keith Holland      | Keith Holland              | McLaren-Chevrolet | + 1:12.2 s                | 19     |
| 16  | Ronnie Peterson    | STP March                  | March-Cosworth    | + 1:15.8 s                | 4      |
| 17  | Ray Allen          | Team Trojan                | McLaren-Chevrolet | 13 krogov                 | 21     |
| 18  | Ian Ashley         | Kaye Griffiths             | Lola-Chevrolet    | 13 krogov                 | 24     |
| 19  | David Prophet      | David Prophet Racing       | McLaren-Chevrolet | 13 krogov                 | 25     |
| 20  | Guy Edwards        | J.T. Butterworth           | McLaren-Chevrolet | 12 krogov                 | 26     |
| Ods | Jackie Oliver      | Bruce McLaren Motor Racing | McLaren-Cosworth  | Zavore                    | 9      |
| Ods | Trevor Taylor      | Malaya Garages             | Leda-Chevrolet    | Pregrevanje               | 23     |
| Ods | Howden Ganley      | Yardley-BRM                | BRM               | Motor                     | 8      |
| Ods | Mike Hailwood      | Surtees                    | Surtees-Cosworth  | Trčenje                   | 5      |
| Ods | Fred Saunders      | Fred Saunders              | Crosslé-Rover     | Motor                     | 27     |
| Ods | Henri Pescarolo    | Frank Williams Racing Cars | March-Cosworth    | Trčenje                   | 15     |
| Ods | Reine Wisell       | Sid Taylor                 | McLaren-Chevrolet | Trčenje                   | 18     |